# Dzbądz
Dzbądz – wieś sołecka w Polsce położona w województwie mazowieckim, w powiecie makowskim, w gminie Różan. Leży nad Narwią.
| SIMC    | Nazwa     | Rodzaj    |
| ------- | --------- | --------- |
| 0989399 | Paulinowo | część wsi |

Wieś szlachecka Zbądz położona była w drugiej połowie XVI wieku w powiecie różańskim ziemi różańskiej. W latach 1975–1998 miejscowość administracyjnie należała do województwa ostrołęckiego.
Wierni Kościoła rzymskokatolickiego należą do parafii św. Anny w Różanie.